# 광석 (가수)
광석(1988년 ~)은 대한민국의 가수, 배관 청소부다. 2022년 싱글 《그리워 한다면》으로 데뷔했다.

## 방송
- 편애중계 (2020) - 나는 모창가수다 우승
- 아침마당 (2021)
- 노래가 좋아 (2022)
- 히든싱어 7 (2022) - 영탁 편 준우승, 왕중왕전 8위
- 불타는 트롯맨 (2022) - Top100

## 음반
- 그리워 한다면 (2022)
- 날개 (Prod. 영탁) (2022)

## 작사
- 광석 <그리워 한다면> (2022)